# Ardisia amherstiana
Ardisia amherstiana är en viveväxtart som beskrevs av A. Dc. Ardisia amherstiana ingår i släktet Ardisia och familjen viveväxter. Utöver nominatformen finns också underarten A. a. pubescens.